# Born to Kill
Born to Kill, còn được gọi là BTK hoặc Canal Boys, là tên của một tổ chức tội phạm khét tiếng người Việt ở thành phố New York. Hầu hết các thành viên trong tổ chức là thế hệ đầu tiên những người nhập cư việt. Người sáng lập và lãnh đạo của tổ chức là Thọ Hoàng "David" Thái, dược gọi bởi các thành viên như Anh Hai; ông sinh ra ở Sài Gòn vào ngày 30 tháng 1 năm 1956. Sau khi chiến tranh Việt Nam, David nhập cư đến Hoa Kỳ và thành lập Born to Kill vào năm 1988. Tên của nhóm được lấy từ các khẩu hiệu của lính Mỹ đặt trên mũ sắt họ trong lúc chiến tranh Việt Nam.
Born to Kill đã là nổi tiếng trên Canal Street bởi vì họ làm nhiều vụ cướp, giết người và tống tiền. David Thái, lãnh đạo của tổ chức đã nổi tiếng vì bán đồng hồ đeo tay giả, và cho biết y đã bán được $13 triệu chỉ trong năm 1988. Các thành viên của tổ chức đã được biết mặc bộ quần áo đen và kính mát, và có một hình xăm "B.T.K" với một chiếc quan tài và ba ngọn nến, tượng trưng không có sự sợ hãi trong cái chết .
Trong tháng 8 năm 1991, David Thái và nhiều nhân vật quan trọng của tổ chức bị bắt giữ suốt trong một cuộc bố ráp trong nhà của David Thái ở Melville, Long Island. Trường hợp này dẫn đến sự kết án của David Thái và nhiều người theo y. Cuối cùng David Thái đã bị kết án tù chung thân .